# Ekkehart von Selzam
Ekkehart von Selzam es un deportista alemán que compitió para la RFA en vela en la clase Tornado. Ganó una medalla de oro en el Campeonato Europeo de Tornado de 1970.

## Palmarés internacional
| Campeonato Europeo | Campeonato Europeo     | Campeonato Europeo | Campeonato Europeo |
| Año                | Lugar                  | Medalla            | Clase              |
| ------------------ | ---------------------- | ------------------ | ------------------ |
| 1970               | Copenhague (Dinamarca) | Medalla de oro     | Tornado            |